# Faserbruchüberwachung
Die Faserbruchüberwachung ist eine Methode zur Feststellung eines physikalischen Bruchs bei einem Lichtwellenleiter oder einer Glasfaser.

## Das Verfahren
Ein optischer Lichtstrahl wird durch mindestens eine Strahlungsvorrichtung durch einen anschließbaren optischen Leiter gestrahlt. Dann wird mindestens ein reflektierender Lichtstrahl außerhalb des optischen Leitermittels ermittelt, um ein Maßsignal zu bilden.
Das Patent strebt an, solch eine Methode zu verbessern und eine Vorrichtung zu schaffen, um die Signale zu vergrößern und vor der Anwendung aufzufangen.
Das heißt, wenn sie außer dem Maßsignal ein weiteres gestörtes Signal bekommen, wird die Leckstelle außerhalb des Leiters erkannt. Dies bedeutet eine Beschädigung oder einen Zusammenbruch der optischen Leitermittel oder ein funktionierendes Signal, wenn Beschädigung oder Zusammenbruch der optischen Leitermittel ausgeschlossen worden sind.
Falls das gestörte Signal ermittelt wird, wird die Strahlungsenergie der ersten Strahlungsvorrichtung bis 35 mW verringert, oder die erste Strahlungsvorrichtung wird ausgeschaltet.

## Patent
Hierzu wird das europäische Patent "Verfahren und Vorrichtung zur räumlich ausgedehnten Erfassung von Betriebszuständen mittels Laser-Reflektometrie und hoher Laserleistung" (EP 1440299) angewandt.